# Блэгроув, Уилл
Уилл Блэгроув (англ. Will Blagrove; род. 6 мая 1981, Куинс, Нью-Йорк, США) — американский актёр.
Первой заметной работой Блэгроува стала главная роль в драме 2010 года «Стоимость души», где он сыграл ветерана войны в Ираке. Также актёр принял участие в таких крупных картинах, как «Дивергент» и «Бэтмен против Супермена: На заре справедливости».
Кроме того, Блэгроув активно участвует в озвучивании персонажей различных мультфильмов и компьютерных игр — среди них стоит отметить роль Набу в мультфильмах серии «Клуб Винкс: Школа волшебниц», а также работу в сериях видеоигр Grand Theft Auto и NBA 2K.
Помимо кинематографа и видеоигр, Блэгроув вполне успешно работает в сфере рекламы. Первым крупным опытом актёра стало участие в рекламном ролике для Объединенного университетского фонда помощи негритянским студентам United Negro College Fund, снятом Спайком Ли и вышедшем в 2002 году. В дальнейшем Блэгроув неизменно участвовал в съёмках рекламных роликов для многих успешных компаний, включая Nike, KFC, MTV, ESPN и Showtime.

## Избранная фильмография
| Год       |    | Русское название                                | Оригинальное название                    | Роль                     |
| --------- | -- | ----------------------------------------------- | ---------------------------------------- | ------------------------ |
| 2001      | ф  | Маленький сенегалец                             | Little Senegal                           | друг Карима              |
| 2004      | ф  | Вампияз                                         | Vampiyaz                                 | Доорман                  |
| 2006      | ф  | Лыжная прогулка                                 | The Ski Trip                             | Маркус                   |
| 2006—2007 | с  | Все мои дети                                    | All My Children                          | Брендан                  |
| 2007      | мф | Клуб Винкс: Тайна затерянного королевства       | Winx Club — Il Segreto del Regno Perduto | Набу                     |
| 2009      | с  | Как вращается мир                               | As the World Turns                       | Тристан Вагнер           |
| 2009      | с  | Сплетница                                       | Gossip Girl                              | Поло Эвен Вале           |
| 2010      | ф  | Стоимость души                                  | Cost of a Soul                           | Диди Дейвис              |
| 2010      | мс | Вперёд, Диего, вперёд!                          | Go, Diego, Go!                           | лев                      |
| 2010      | мф | Клуб Винкс: Волшебное приключение               | Winx Club 3D — Magica Avventura          | Набу                     |
| 2010      | ф  | Как знать…                                      | How Do You Know                          | партнёр Мэтти по команде |
| 2011—2012 | мс | Клуб Винкс: Школа волшебниц                     | Winx Club                                | Набу                     |
| 2013      | тф | Охота на «Лабиринта»                            | Hunt for the Labyrinth Killer            | Чарльз Лотт              |
| 2014      | ф  | Дивергент                                       | Divergent                                | патрульный «Бесстрашия»  |
| 2014      | с  | Брод Сити                                       | Broad City                               | Джеймс                   |
| 2014      | с  | Те, кто убивают                                 | Those Who Kill                           | Донни Кнапп              |
| 2014      | ф  | Игра для убийц                                  | The Gauntlet                             | офицер Марк              |
| 2015      | с  | Силы                                            | Powers                                   | Райтеус Тандер           |
| 2015      | с  | Куантико                                        | Quantico                                 | агент Томпсон            |
| 2015      | с  | Тайны Лауры                                     | The Mysteries of Laura                   | Норрис                   |
| 2016      | с  | Родословная                                     | Bloodline                                | Малакай                  |
| 2016      | с  | Помнить всё                                     | Unforgettable                            | Роберт Уиггинс           |
| 2016      | ф  | Бэтмен против Супермена: На заре справедливости | Batman v Superman: Dawn of Justice       | Расти                    |

### Компьютерные игры
- 2008 — Grand Theft Auto IV — прохожий
- 2009 — Grand Theft Auto: Chinatown Wars — полицейский
- 2009 — The Sims 3 — сим
- 2013 — Grand Theft Auto V — прохожий
- 2013 — NBA 2K14 — Джексон Эллис
- 2014 — NBA 2K15 — Джексон Эллис